# Papiermühle (Alzenau)

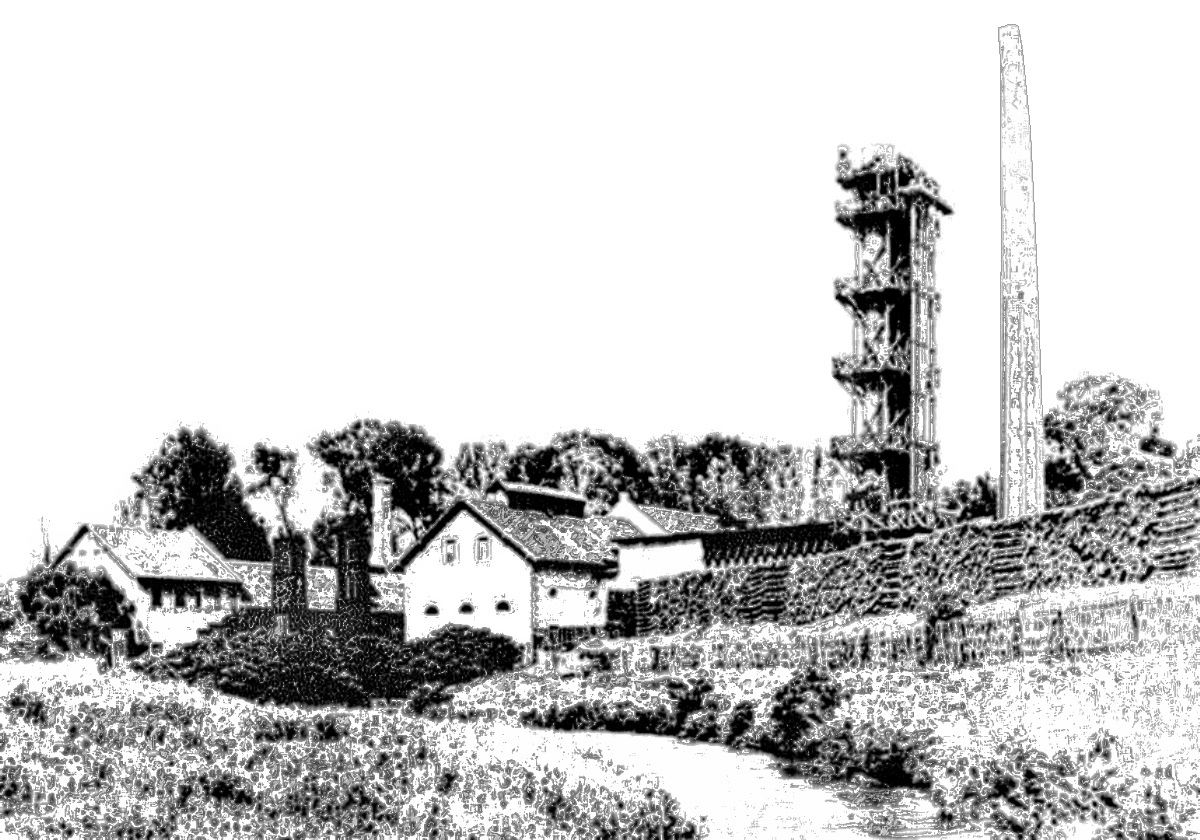
Nachzeichnung der Papiermühle („Cellulose“) etwa 1920

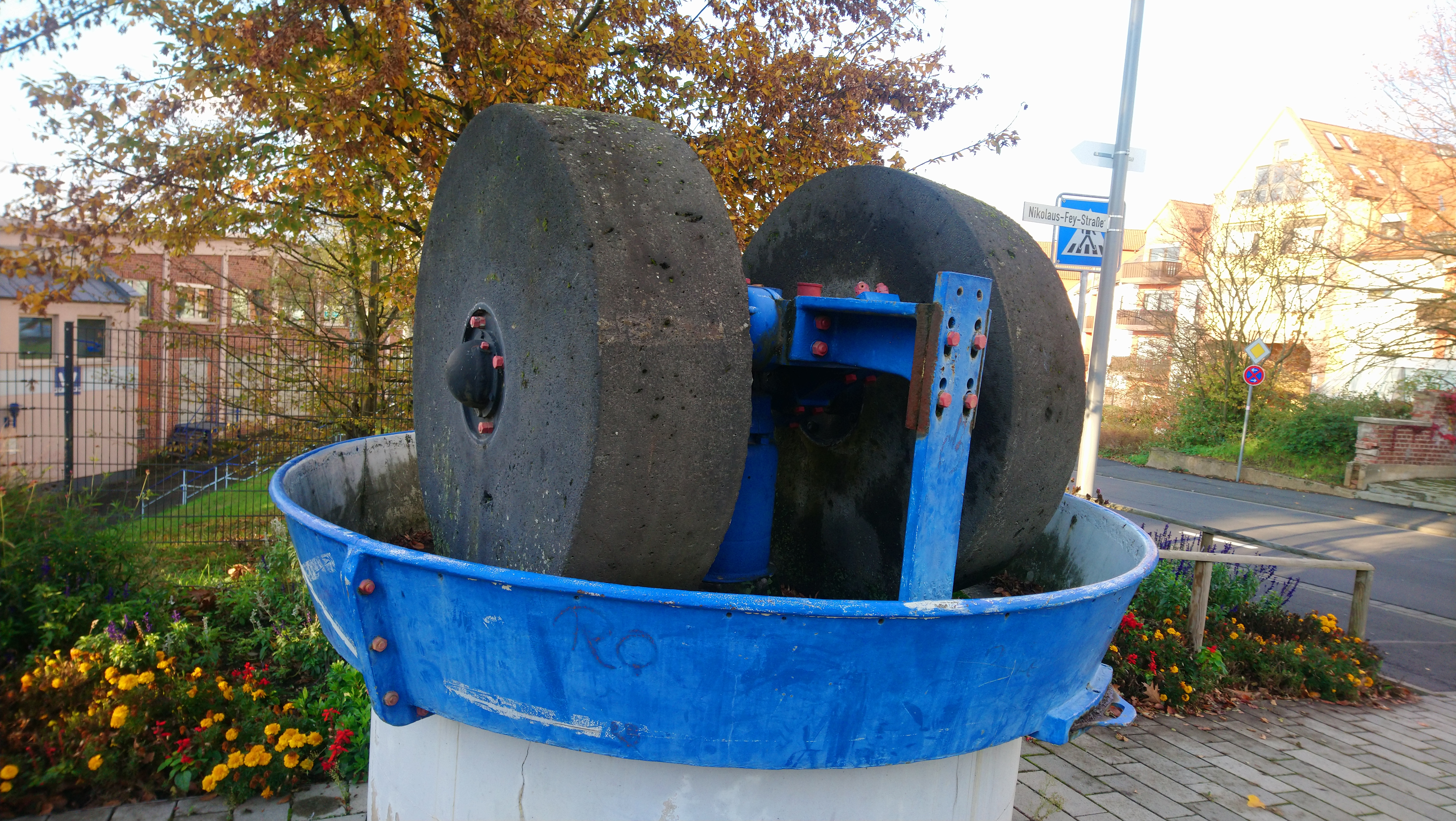
Der ehemalige Kollergang der Papiermühle in Alzenau. Ausgestellt im Mühlweg.

Die Papiermühle, auch Stahlmühle oder Habermühle genannt, war eine Wassermühle in Alzenau im Landkreis Aschaffenburg in Bayern. Aus ihr ging die spätere Cellulosefabrik (heute Wellpappe) hervor.

## Geographie
Die Papiermühle stand im unteren Kahlgrund in Alzenau am Rande des Prischoßes, in etwa dort, wo sich heute die Siedlung „In den Mühlgärten“ befindet. Sie wurde vom Wasser der Kahl angetrieben, die man mit einem etwa 17 m langen Wehr staute und den dort abgezweigten Mühlbach zu den Wasserrädern führte. Von dieser Mühle leitet sich der Name der Siedlung und der des „Mühlweges“ ab, wo auch noch der frühere Kollergang zu sehen ist.

## Geschichte

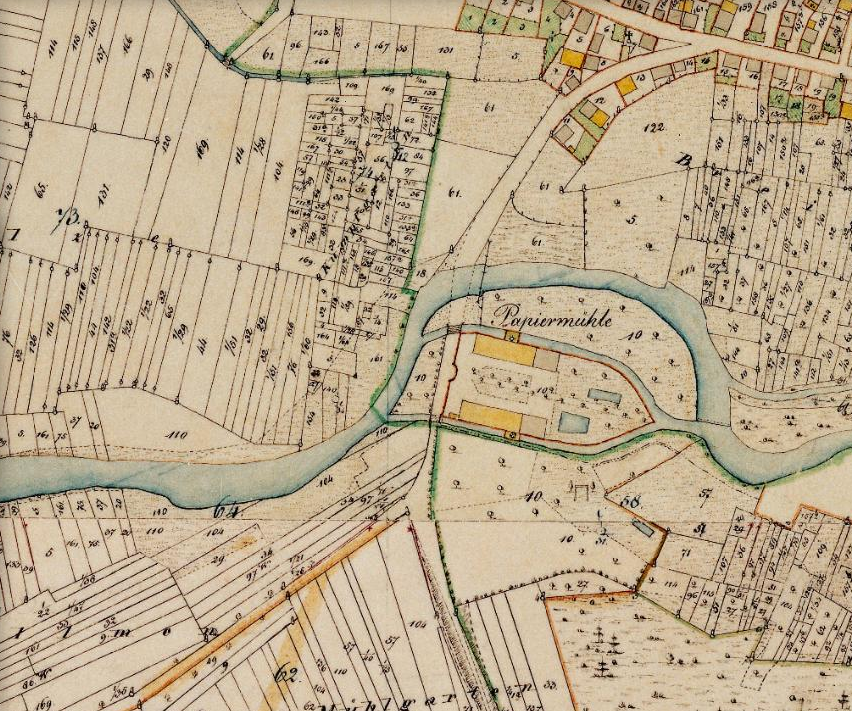
Die Papiermühle (Bildmitte) in der Uraufnahme von 1846

Im Jahr 1548 wurde die Mühle erstmals urkundlich erwähnt. Dort wurden in Alzenau drei Mühlen genannt: die „Mühle unterm Schloß“ (Burgmühle), die „Klostermühle“ (Hasenmühle) und die „unterste Mühle“, welche die Erben eines Müllers Eucharius besitzen. 1693 wurden die beiden Habermann-Brüder Johann und Ulrich aus Lengfeld im Alzenauer Pfarrartikel erwähnt, die in dieser Zeit die „unterste Mühle“ übernahmen. 1700 stellt der Müller Johann Habermann einen Bauantrag für eine zweite „Habermühle“ im oberen Prischoß.
1667 wurden in einer Auflistung für Hanau die Alzenauer Mühlen wieder erwähnt: Die „Mühlen im oberen Prischoß“ mit zwei Mahlgängen sind im Besitz der Habermänner. 1724 errichtete Ulrich Habermann, ohne Genehmigung der kurfürstlichen Kammer, einen zusätzlichen Mahlgang und musste für seine Mühle an die Kellerei Steinheim nur ein Viertel der Abgaben wie die beiden anderen Müller im Dorf zahlen. Nachdem er starb, stiftete seine Schwiegertochter 1738 das „Hohe Kreuz“ in Alzenau. Hierbei ist nicht auszuschließen, dass dies eine Sühne für die mittlerweile aufgedeckten Unregelmäßigkeiten beim Mühlenbetrieb war. Das Steinkreuz wurde ursprünglich am sogenannten „Dreieck“ errichtet und mittlerweile an den Rand des Hauckwaldes verlegt.
1738 gab es vom 15. bis 17. Januar starke Unwetter. Hochwasser rissen einen Teil der Habermühle fort. Die beiden Mühlen wurden von den Erben der Habermänner im Juni 1783 an H. Jägerschmidt aus Offenbach verkauft. Er ließ die Getreidemühlen abreißen, um am Platz der oberen eine Stahlmühle zu errichten, was ihm auch den Spitznamen „Stahlschmidt“ einbrachte. Die Eisen- und Stahlproduktion musste 1826 schon wieder aufgegeben und der Betrieb verkauft werden. Aus der Hammermühle baute der neue Eigentümer eine Schrotmühle für Früchte. Auch dieses Unternehmen ging Bankrott. Ein Franzose namens Blene erwarb die Mühle und baute sie zur Bleiweißfabrik um. Nach wenigen Jahren schloss auch dieser Betrieb und wurde verkauft.
1831 ließ der neue Besitzer Dietrich Christian Mitter sie zur Papiermühle umbauen und verkaufte sie im Jahr 1838 an Peter Brand zu Hanau. Zu dieser Zeit war die Papiermühle in den Akten des Landgerichtes Alzenau mit zwei Mahlgängen für Öl und Papier verzeichnet. Carl Peter und Otto Fuess erwarben 1846 die Mühle für 15.000 Gulden. Sie richteten in dem Betrieb einen Kocher ein. Lumpensammler brachten alte Kleidung zur Mühle, die dort gemahlen und gekocht wurde. Den daraus gewonnenen Rohstoff transportierte man dann zur Weiterverarbeitung mit Pferdefuhrwerken nach Hanau. Dieser Vorgang brachte der Mühle den Beinamen „Lumpenmühle“. Damals fanden in dem Betrieb zahlreiche Frauen, einige Fuhrleute und Hilfskräfte eine feste Anstellung. Im Jahr 1878 hat die Alzenauer Gemeindeverwaltung die riskante Kahldurchquerung an der Furt in der Kahlgasse (heute Mühlweg) durch den Bau einer Brücke behoben, wobei Carl Peter Fuess einen Zuschuss gab. Dadurch war es der Firma Fuess möglich, ihre Fuhren ungefährdet von der „Papiermühle“ nach Hanau in das Hauptwerk zu bringen.

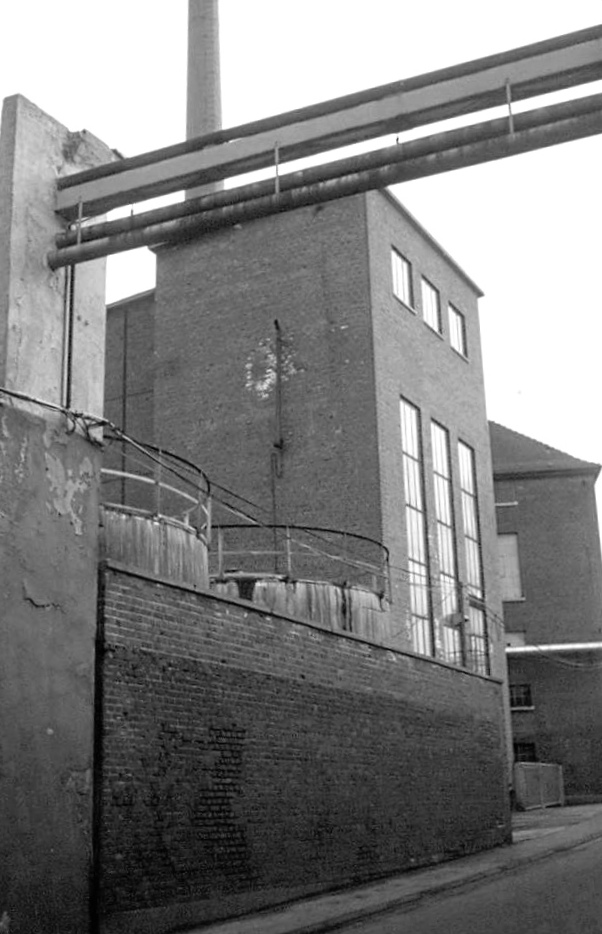
Die heute nicht mehr bestehende Cellulosefabrik im Jahr 1985. Sie ging aus der Mühle hervor und stand dort, wo sich heute die Siedlung „In den Mühlgärten“ befindet. Blick nach Südosten.

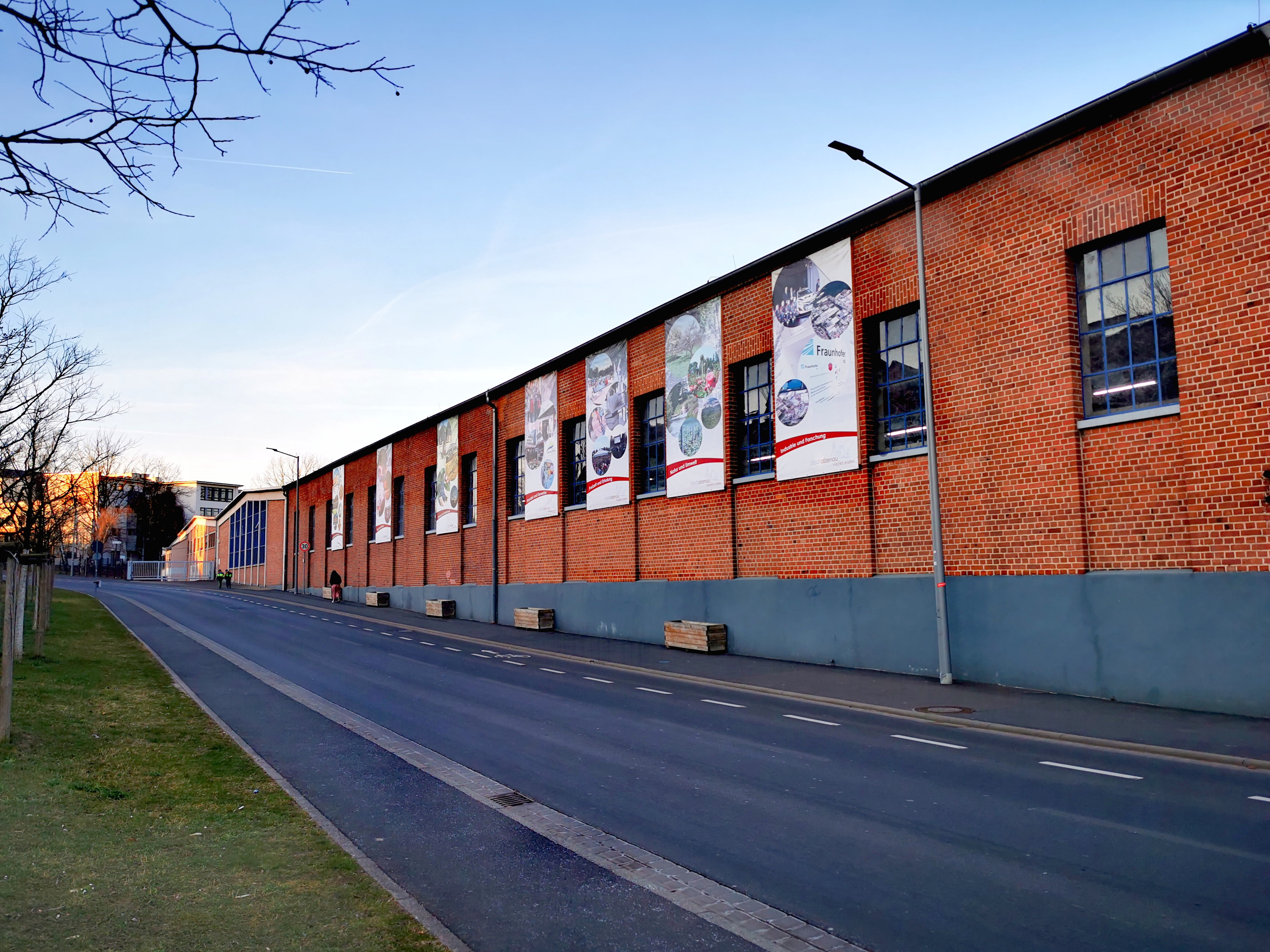
Das Werksgebäude der Wellpappe Alzenau 2022 im Mühlweg (früher Kahlgasse). Blick nach Südwesten.

1880 wurde die Papiermühle mit bezirksamtlichem Beschluss, trotz zahlreicher Einsprüche, von Lumpen- auf Cellulosebasis umgestellt. Die ersten Gebäude der späteren Cellulosefabrik wurden errichtet und dadurch der Grundstein industrieller Tätigkeit in Alzenau gelegt. Die Papierfabrik Sundern pachtete 1921 mit einer Kaufoption das Gelände. 1927 ersetzte man den alten Kocher durch eine größere, modernere Kocheranlage. Während man bisher nur Sulfitzellstoff aus Fichtenholz erzeugte, ging die Fabrik nun zur Papierherstellung über. 1933 folgte der Eigentümerwechsel zur Firma Sundern. Im Zweiten Weltkrieg wurde ein Teil der im Volksmund nur „Cellulose“ genannten Fabrik zerbombt. Nach 1945 errichtete man weitere und größere Produktionshallen und es wurde im Jahr 1959 mit der Wellpappeproduktion begonnen. Im Februar 1989 wurde die Cellulosefabrik östlich des Mühlweges abgerissen und der 30 Jahre alte und 58 m hohe Schornstein vom Technischen Hilfswerk gesprengt. Es wurden dabei ungefähr sechs Kilogramm Sprengstoff verwenden. Auf den Grundstücken der ehemaligen Fabrik, zwischen dem Hauckwald und der Kahl, wurde in den darauffolgenden Jahren die Siedlung „In den Mühlgärten“ errichtet. Die Produktionsgebäude westlich der Straße bestehen noch heute und gehören zur Wellpappe Alzenau, einem Tochterunternehmen der Papierfabrik Palm.